# Pawnee City
Pawnee City é uma cidade localizada no estado americano de Nebraska, no Condado de Pawnee.

## Demografia
Segundo o censo americano de 2000, a sua população era de 1033 habitantes.
Em 2006, foi estimada uma população de 922, um decréscimo de 111 (-10.7%).

## Geografia
De acordo com o United States Census Bureau, a localidade tem uma área de 3,0 km², sem área coberta por água. Pawnee City localiza-se a aproximadamente 360 m acima do nível do mar.

## Localidades na vizinhança
O diagrama seguinte representa as localidades num raio de 20 km ao redor de Pawnee City.